# Arabesque (romanzo)
Arabesque è un romanzo della scrittrice italiana Alessia Gazzola, edito da Longanesi nel 2017. È il settimo con protagonista Alice Allevi, pasticciona aspirante anatomopatologo, ormai Specializzata, all'Istituto di Medicina Legale di Roma. La serie, bestseller in patria, è stata tradotta in varie lingue tra cui francese, tedesco, polacco, turco e spagnolo.
Dai primi tre romanzi, è stata tratta la prima stagione de L'Allieva, realizzata da Endemol Shine Italy e Rai Fiction e trasmessa su Rai 1 dal 26 settembre al 31 ottobre 2016. La seconda stagione è andata in onda dal 25 ottobre al 28 novembre 2018 sempre su Rai 1 e la terza è stata trasmessa in prima visione in Italia da Rai 1 dal 27 settembre all'8 novembre 2020.

## Trama
Alice si è specializzata, riceve l'incarico di occuparsi della morte di Maddalena Vichi. Fa il concorso di dottorato ma non riesce a passare la selezione. Marco e Alessandra sono in crisi. Maddalena sembra morta per cause naturali, ma Alice indaga sul suo vestito, e sulla scuola di danza che gestiva. Alice e Claudio decidono di provare ad avere una storia senza impegno. Alice pensa che lei sia morta per una forte spinta, e una caduta, era un soggetto sensibile. Alice viene ammessa al dottorato ma senza borsa di studio. Vengono trovati bigliettini che collegano Maddalena e Ginevra, ballerina morta tempo prima. Alice trova prove di omicidio, Claudio aveva sbagliato nel fare la perizia e si arrabbia con Alice. Si lasciano Alice sta male e pensa di fare il dottorato da qualche altra parte. La vicina di casa di Alice è amica della figlia di Maddalena. Maddalena ha dato la sua villa ad Antonio, suo fidanzato tanti anni prima, per rimediare a un torto fatto dal padre di lei. Arthur ha un figlio e ha scritto un libro, fa una presentazione a Roma. Si scopre che il fidanzato di Angela, la tradiva con Cloe. La PM é parente di Claudio e aveva fatto credere che Alice fosse stata sleale. Alice e Claudio si chiariscono, lui le fa una sorpresa per il suo compleanno e si rimettono insieme. Si scopre che i biglietti li ha scritti Maddalena. Cloe era a Roma. Si scopre che la PM aveva chiesto un'indagine superficiale per proteggere il suo amante. È stato l'ex marito di Maddalena che ha ucciso Ginevra per far prevalere la sua fidanzata Veronica, e poi anche Maddalena perché aveva capito tutto. Marco e Alessandra si rimettono insieme. Claudio chiede ad Alice di vivere con lei. La Wally fa trasferire Alice.

## Edizioni
- Alessia Gazzola, Un po'di follia in primavera, Milano, Longanesi, 2016, ISBN 9788830447035.